# العلاقات الموريتانية الصينية
تُشير العلاقات الصينية–الموريتانية إلى العلاقات الثنائية بين الجمهورية الإسلامية الموريتانية وجمهورية الصين الشعبية والتي  بدأت في 19 تموز/يوليو 1965.

## التاريخ
تتمتع حكومة موريتانيا بعلاقات وثيقة مع حكومة جمهورية الصين الشعبية. في السنوات الأخيرة؛ وقّعَ البلدان سلسلة من الاتفاقيات وتبادلا كذلك سلسلة من الزيارات الدبلوماسية التي عززت العلاقة بينهما.
أظهرت الحكومة الصينية في الآونة الأخيرة أهمية خاصة لموريتانيا بسبب ودائع النفط داخل أراضيها. بدأ إنتاج النفط في موريتانيا في شباط/فبراير 2006 وخلال شهر مايو من نفس العام وقعت الحكومتين الصينية والموريتانية اتفاقًا من أجل التعاون الاقتصادي والاجتماعي. في تشرين الأول/أكتوبر 2006 بدأت مؤسسة البترول الوطنية الصينية المملوكة للدولة حفر آبار النفط في موريتانيا، كما حصلت على ثلاثة أخرى للتنقيب في موريتانيا. ترى الحكومة الموريتانية إنتاج النفط كوسيلة مهمة لتعزيز نموها الاقتصادي.
خلال الانتخابات الرئاسية المويتانية في آذار/مارس 2007 أشادَ المرشح سيدي محمد ولد الشيخ عبد الله أشاد بالعلاقات المتنامية للدولة الموريتانية مع الصين واعدا «بمواصلة جهود مسار تعزيز العلاقات الثنائية».

## تمويل الصين لموريتانيا
من عام 2000 إلى عام 2012، قامت الصين بتمويل حوالي 15 مشروع تنمية داخل الدولة الموريتانية، وقد تم التطرق لهذا الأمر في وسائل الإعلام الرسمية للدولة الصينية. تشمل هذه المشاريع توسيع ميناء نواكشوط إلى حوالي 900 متر من خلال قرض تفضيلي بلغت قيمته ملياري يوان صيني. كما أقرضت الحكومة الصينية دولة موريتانيا قرضًا بلغت قيمته 136 مليون دولار وذلك من أجل بناء مطار دولي جديد في نواكشوط.